# Palazzo Romeo Retez
Palazzo Romeo Retez (o Casa Romeo Retez), è un edificio storico di Reggio Calabria.
Situato sul corso Vittorio Emanuele III ad angolo con via Tenente Panella, fu costruito secondo il progetto del 7 giugno 1929 redatto dall'ing. Dante Ciccioli per conto del dott. Stefano Romeo Retez, poi modificato da quello del febbraio 1933 a firma dell'ing. Carlo Perissinotti Bisoni, che apportava modifiche alle piante e il rifacimento dei due prospetti alla prima proposta progettuale.

## Descrizione architettonica
Rispetto alla distribuzione i prospetti, invece, subirono sostanziali modifiche soprattutto nel nuovo stile architettonico adottato e voluto dal proprietario. Al fabbricato, in origine a due piani più seminterrato fu aggiunto negli anni settanta un terzo livello sopraelevato; l'ingresso principale si trova sulla via Tenente Panella mentre al seminterrato, destinato a negozi, si accede dal Lungomare.
Il prospetto principale rivolto verso il mare si presenta con modelli architettonici rinascimentali, e sfruttando l'uso di diversi materiali si riesce ad ottenere un accettabile movimento cromatico: i blocchi in pietra per il bugnato al seminterrato, il rivestimento in cotto per la facciata, il bianco calce che definisce i balconi le chiavi di volta delle aperture e delle cornici.
Il primo piano, dopo il seminterrato, presenta un ritmo irregolare di finestrature: monofore e bifore, tutte ad arco a tutto sesto con cornice; situata lateralmente, verso l'angolo, una apertura tripartita con archi sempre semicircolari sostenuti da paraste che si dipartono da una balaustra in cemento sottolineata da una modanatura a toro.
Agli altri due livelli viene ripetuta la sequenza delle finestre, contrapponendo il tipo di apertura a bifora o monofora rispetto al primo piano; viene quindi la variazione della balaustra dei balconi che crea con le paraste una sorta di continuità sino al piano superiore, sempre in cemento con una decorazione floreale. Un cornicione definito con piccoli archi anticipa il parapetto del terrazzo che ripete gli stessi motivi usati nella balaustra dei balconi del secondo e terzo piano.